# Fiche terminologique
La fiche terminologique est le moyen par lequel le terminologue présente de façon synthétique les informations caractéristiques d'un terme ayant fait l'objet d'une recherche terminologique rigoureuse combinant divers outils documentaires au profit d'un client dans l'industrie de la traduction.  
Les modèles de fiche terminologique les plus connus du grand public sont ceux qu'on retrouve communément dans les grandes banques de terminologie comme Termium, le Grand dictionnaire terminologique et le IATE. Il existe aussi des modèles de fiche spécifiques à certains logiciels de traduction assistée par ordinateur (TAO).  Bien que ces modèles de fiche sont assez simples et faciles d'accès, ils ne constituent généralement pas le modèle de fiche privilégié par les théoriciens universitaires et les terminologues professionnels en cabinet de traduction. 
Dans les faits, le modèle de fiche canonique privilégié par les experts en terminologie (du moins en contexte canadien) est le modèle développé par le professeur Robert Dubuc de l'Université de Montréal, auteur du Manuel pratique de terminologie, lequel est un ouvrage de référence en terminologie. Le modèle de fiche de Dubuc est un modèle de fiche bilingue qui contient 18 champs distincts. Il peut être représenté de la manière suivante : 
| 1- term in English                                  | 2- context source (5 letter code)         | 3- context year       | 4- context page number         | 5- grammatical markers                          | 6- usage and logic markers        |                   |
| 7- definition (with 5 letter code) and context      |                                           |                       |                                |                                                 |                                   |                   |
| 8- terme en français                                | 9- source du contexte (code de 5 lettres) | 10- année du contexte | 11- numéro de page du contexte | 12- marques grammaticales                       | 13- marques d'usage et de logique |                   |
| 14- définition (avec code de 5 lettres) et contexte |                                           |                       |                                |                                                 |                                   |                   |
| 15- domaine                                         | 15- domaine                               | 16- sous-domaine      | 16- sous-domaine               | 17- initiales de l'auteur de la fiche avec date | 18- TOUJOURS VIDE                 | 18- TOUJOURS VIDE |

Les sources bibliographiques des contextes d'usage et les sources bibliographiques des définitions sont représentées par un code de cinq lettres au choix du terminologue. Par exemple, si la définition d'un terme provient d'un livre écrit par un auteur dont le nom de famille est Martin, le code de cinq lettres pourrait être MARTI. Le contexte d'usage utilisé dans la fiche terminologique doit contenir suffisamment de crochets terminologiques. Lorsque le terme est utilisé dans le champ contextuel et définitoire, il est symbolisé par deux tirets (--).
À titre illustratif, voici un exemple de fiche pour le terme « flocon ».
| floc | BUBIO          | 2009             | 328              | NO             |  |  |
| A flocculent mass produced by the aggregation of a number of cells or of suspended particles, or both of them. (MIWEB 2007: 474, BUBIO 2008: 328) Only by flocculation where the cells form --s with a combine particle size suitable for a reasonable settling rate, can the yeast be withdrawn from the fermenter heel by natural methods.                                          |                |                  |                  |                |  |  |
| flocon agrégat | AIDEF WIRRE    | 2008 2007        | 320-321 623      |                |  |  |
| Assemblage de cellules ou de particules qui adhèrent entre elles pour former une petite masse peu dense. (AIDEF 2008 : 321, REPER 2006 : 38 et 795, WIRRE 2007 : 623) /La/ floculation /est une/ agglutination spontanée progressive des particules d’une solution colloïdale aboutissant à la formation de --s. Les cellules s’assemblent pour former / un agrégat de faible densité |                |                  |                  |                |  |  |
| biotechnologie | biotechnologie | génie cellulaire | génie cellulaire | PhC-2010-09-19 |  |  |